# Kyösti Urponen
Kyösti Vilho Juhani Urponen, född 30 november 1943 i Nokia, är en finländsk sociolog.
Urponen blev politices doktor 1979. Han arbetade 1970–1975 vid Åbo universitet och var 1976–1979 yngre forskare vid Finlands Akademi samt 1980–1981 lektor vid Tammerfors universitet och 1981–1983 biträdande professor vid Joensuu högskola; han utnämndes 1984 till professor i socialpolitik vid Lapplands universitet. Han pensionerades 2008.
Urponen har granskat välfärdspolitikens och särskilt fördelningspolitikens problematik ur en teoretisk synvinkel, bland annat i verket Sosiaalipolitiikka soveltavana yhteiskuntatieteenä (1979). 